# Eustachio Paolo Lamanna
Eustachio Paolo Lamanna (Matera, 9 agosto 1885 – Firenze, 12 giugno 1967) è stato un filosofo e storico della filosofia italiano.

## Biografia
Nacque in una famiglia molto povera, da Angelo Raffaele Lamanna, calzolaio, e da Maria Bruna Pizzilli, filandaia. Compì i primi studi in seminario e poi al Liceo classico della sua città. Nel 1904 si trasferì a Firenze, laureandosi prima in Lettere con Ermenegildo Pistelli e poi in Filosofia con Francesco De Sarlo, del quale sposerà la figlia Edvige. 
Le sue prime pubblicazioni del periodo compreso fra il 1914 e il 1919, prevalentemente incentrate su tematiche etico-politiche e religiose, gli permisero di conseguire la libera docenza quindi di ottenere, nel 1921, la cattedra di filosofia morale all'Università di Messina. Nel 1924 passò alla cattedra di storia della filosofia dell'Università di Firenze, dove si svolse tutta la sua successiva carriera accademica. Fu preside della Facoltà di Lettere e Filosofia dell'ateneo fiorentino, dal 1947 al 1953, quando venne eletto rettore, rimanendovi in carica fino al 1961, anno in cui entrò in quiescenza.
Firmò nel 1925 il Manifesto degli intellettuali antifascisti di Benedetto Croce, ma successivamente appoggiò il regime: nel 1938, pubblicò un commento alla Dottrina del fascismo scritta da Benito Mussolini.
Fu membro dell'Accademia Nazionale dei Lincei e di altre società ed accademie culturali italiane, presidente dell'Associazione Nazionale dei Professori Universitari, membro del Consiglio superiore della pubblica istruzione, commendatore della Corona d'Italia, cavaliere di Gran Croce al merito della Repubblica Italiana, nonché Medaglia d'oro al merito della scuola, della cultura e dell'arte. 
Oltre alla numerosa produzione di opere di livello accademico riguardanti la filosofia dell'etica, del diritto, della politica e della religione, fu anche autore di apprezzati testi e manuali di storia della filosofia e della scienza per le scuole, nonché di psicologia e pedagogia. Inoltre, diresse, con Pietro Piovani, la "Collana di Filosofia" delle Edizioni Morano di Napoli.

## Pensiero: linee
I primi lavori di Lamanna riguardarono prevalentemente l'etica, la politica e la religione, le cui tematiche vennero trattate da un punto di vista perlopiù teoretico, ma con un taglio interdisciplinare – seguendo le indicazioni del suo maestro Francesco De Sarlo – perseguito attraverso una metodologia che, in particolare, conciliasse, laddove possibile, i due principali indirizzi filosofici dell'epoca, quello idealistico e quello positivistico. Lungo questo percorso, Lamanna cerca, soprattutto, di studiare la religione da entrambe queste opposte prospettive.
Così, andando al di là di ogni limitante riduzionismo (sia di tipo hegeliano, per il quale la religione è un'attività teoretica dello spirito, sia di tipo kantiano, che sottovaluta, col suo formalismo trascendentale, ogni altro possibile aspetto della coscienza individuale), Lamanna stabilisce come la religiosità sia un'esigenza naturale dello spirito umano ma dotata della sua intrinseca oggettività come sfera spirituale in quanto (ed in ciò, facendo appello al pensiero kantiano) capace di partecipare, come forma conoscitiva, alla contemplazione di quella razionalità del cosmo frutto della mente divina, la nostra mente non facendo altro che ricalcare frammentariamente proprio ciò che è, ab aeterno, nella mente di Dio.
Ma, al contempo, proprio nell'intenzione di conciliare le prospettive idealistica e positivistica della sua indagine, egli rileva le contraddizioni percepite dalla coscienza fra l'essere e il dover essere, fra l'esigenza di una realtà concepita come razionalità e ordine, e la percezione di una realtà che appare irrazionale e disordinata, così come fra la concezione dell'assolutezza dello spirito e la concreta limitatezza della realtà umana. Da queste contraddizioni, Lamanna deduce, in particolare, la necessità dell'esistenza di Dio. 
Analoga antinomia gli sembra sussistere tra morale e politica (la prima avendo priorità sulla seconda, secondo Lamanna) che a suo avviso può essere risolta trasportando nell'attività pratica la riconosciuta razionalità dell'ordine trascendente e divino, che è di per sé bene assoluto. In questo modo l'agire umano si fa veramente etico, ossia realmente politico, realizzandosi concretamente nell'ordinamento giuridico e, così come nell'operare razionale si concreta la vita morale, da questa si raggiunge l'armonia in cui consiste la bellezza, toccando quindi la sfera spirituale estetica.
Ciò perché, respingendo da un lato la dottrina machiavelliana dell'indipendenza della morale dalla politica ma accogliendo dall'altro lato le teorie kantiane, per Lamanna non è possibile distinguere la sfera morale personale dalla morale pubblica, motivo per cui, stante (anche sulla base di un ripensamento delle istanze giusnaturalistiche) la priorità dell'etica sulla politica, egli assume preesistente una originaria base etico-morale del diritto, in quanto quest'ultimo va concepito come la tecnica per l'ordinamento morale.
Notevoli poi i suoi studi storici, in particolare su Kant.

## Opere principali
- La religione nella vita dello spirito, La Cultura filosofica, Firenze, 1914 (II edizione a cura di D. Pesce e A. Scivoletto, Casa editrice Felice Le Monnier, Firenze, 1967).
- Il sentimento del valore e la morale criticistica, La Cultura filosofica, Firenze, 1915.
- L'amoralismo politico, La Cultura filosofica, Firenze, 1916.
- Il fondamento morale della politica secondo Kant, La Cultura filosofica, Firenze, 1916.
- Il bene per il bene, La Cultura filosofica, Firenze, 1919 (F. Le Monnier, Firenze, 1966).
- Il diritto correlativo al dovere nell'idea di bene morale, La Cultura filosofica, Firenze, 1919.
- L'eticità del diritto: l'esperienza giuridica, La Cultura filosofica, Firenze, 1919.
- Il problema della scienza nella storia del pensiero, 2 voll., F. Le Monnier, Firenze, 1921.
- E. Kant,[3] F. Le Monnier (Stab. tipografico E. Ariani), Firenze, 1924 (Athena Edizioni, Milano, 1925).
- Il mondo della cultura e la moralità, Tip. D'Angelo, Messina, 1924.
- Il realismo psicolinguistico, F. Perrella, Napoli, 1924.
- Il pensiero filosofico di Emanuele Kant, G.C. Sansoni, Firenze, 1926.
- Manuale di storia della filosofia, 3 voll., F. Le Monnier, Firenze, 1927.
- Storia della filosofia (con Rodolfo Mondolfo e Ludovico Limentani), 3 voll., Società editrice Dante Alighieri, Milano, 1929.
- Il pensiero moderno, 2 voll., F. Le Monnier, Firenze, 1931.
- La vita dello stato nell'Italia fascista. Elementi di diritto pubblico e di economia corporativa, F. Le Monnier, Firenze, 1934.
- Il problema dell'educazione nella storia del pensiero, 3 voll., F. Le Monnier, Firenze, 1936.
- L'economia nello stato moderno e la ricostruzione fascista. Elementi di diritto pubblico e di economia corporativa, F. Le Monnier, Firenze, 1936.
- Francesco De Sarlo, Edizioni Poliglotta, Roma, 1937.
- Sommario di filosofia, 3 voll., F. Le Monnier, Firenze, 1937.
- Storia della filosofia, 4 voll., F. Le Monnier, Firenze, 1939 (con successive edizioni e ristampe, aumentate).
- Antologia filosofica, 3 voll., F. Le Monnier, Firenze, 1941.
- Elementi di psicologia, F. Le Monnier, Firenze, 1946.
- La vita psichica e il suo sviluppo nel fanciullo, F. Le Monnier, Firenze, 1949.
- Umanesimo e scienza politica, Milano, 1951.
- Letture filosofiche, 4 voll., F. Le Monnier, Firenze, 1951.
- Dizionario dei termini filosofici (con Francesco Adorno), F. Le Monnier, Firenze, 1952.
- Filosofia e pedagogia nel loro sviluppo storico, 2 voll., F. Le Monnier, Firenze, 1953.
- Letture pedagogiche (con Maria Goretti), 3 voll., F. Le Monnier, Firenze, 1955.
- Dizionario di pedagogia, psicologia e storia dell'educazione (con Maria Goretti), F. Le Monnier, Firenze, 1959.
- Felice Tocco, Edizioni di filosofia, Torino, 1961.
- La mia prospettiva filosofica, F. Le Monnier, Firenze, 1961 (Padova, 1950).
- La filosofia del Novecento, 2 voll., F. Le Monnier, Firenze, 1963.
- Kant. Un profilo, F. Le Monnier, Firenze, 1965.
- Studi sul pensiero morale e politico di Kant, F. Le Monnier, Firenze, 1968.
- San Tommaso, Edizioni di filosofia, Torino, 1968.
- Introduzione alla lettura di Benedetto Croce, edizione a cura di Domenico Pesce, F. Le Monnier, Firenze, 1969.
- Scritti storici e pensieri sulla storia, Padova, 1972.

Molte di queste opere hanno poi avuto successive edizioni e ristampe (anche postume), nonché alcune di esse sono state tradotte in lingue straniere.